# Carl Heinrich Weise
Carl Heinrich Weise, normalisiert Karl Heinrich Weise (* 1735; † 3. September 1762 in Zwickau), war ein leitender sächsischer Beamter. Er war bestallter Amtmann der Ämter Zwickau und Werdau.
Weise trat in die Fußstapfen seines Vaters Carl Leopold Weise, der viele Jahre Amtmann in Zwickau und Werdau war und 1760 starb. Weise junior war nicht einmal zwei Jahre im Amt, da er bereits im Alter von 27 Jahren starb. Georg Christian Kröhne aus Glauchau wurde neuer Amtspächter.